# St. Joseph (Gelsenkirchen-Schalke)

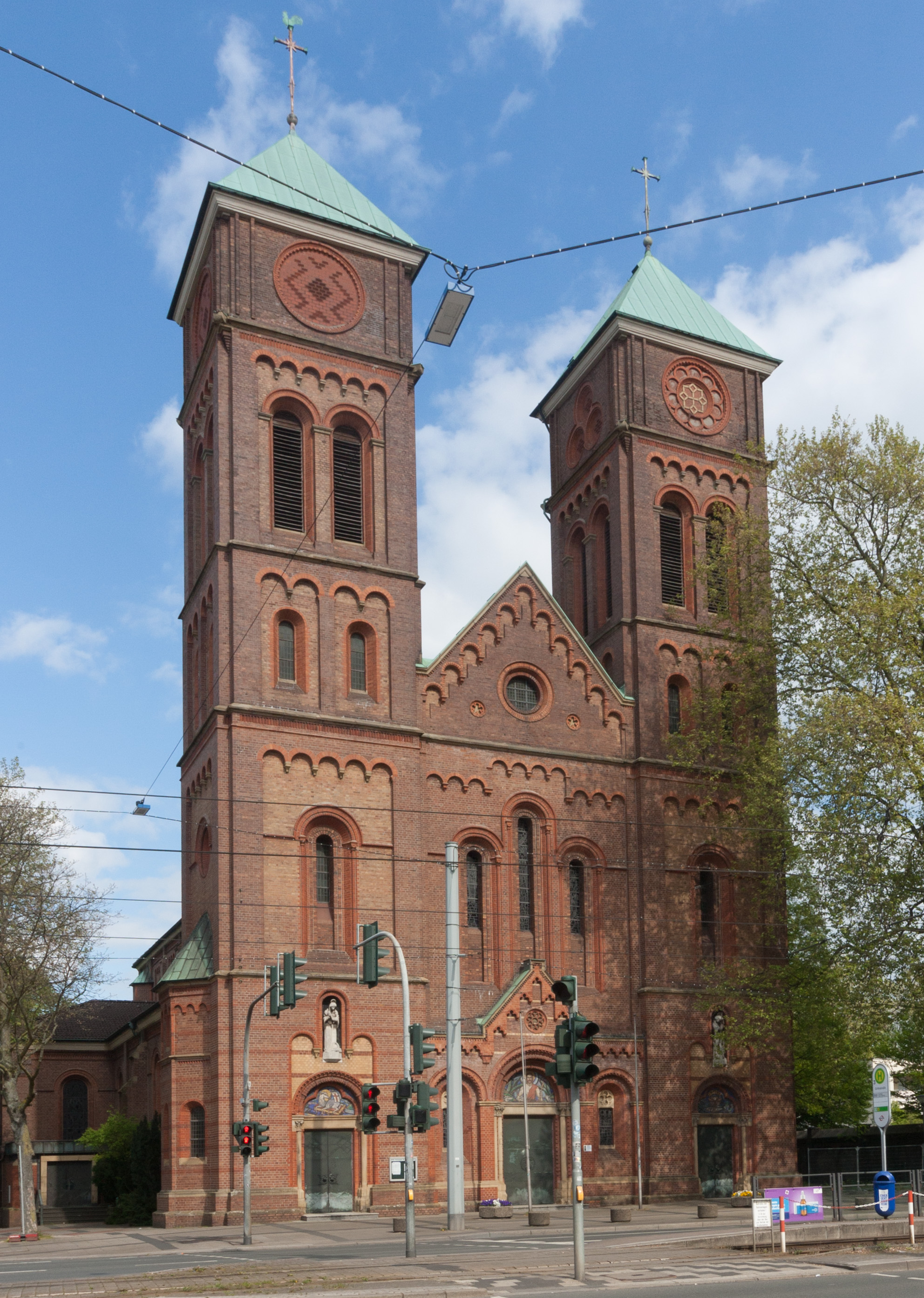
St. Joseph, Turmfront an der Kurt-Schumacher-Straße

St. Joseph ist eine römisch-katholische Pfarrkirche im Gelsenkirchener Ortsteil Schalke.

## Geschichte
Mit der stürmischen industriellen Entwicklung des Ruhrgebiets und dem sprunghaften Wachstum des Arbeiterstadtteils Schalke wurde auch die örtliche katholische Gemeinde groß. In den 1870er Jahren entstanden die katholische Schule, der katholische Arbeiterverein und weitere kirchliche Verbände sowie eine Notkirche. In den 1880er Jahren begannen die Planungen und Bauarbeiten der repräsentativen Pfarrkirche nach dem Entwurf von Peter Zindel. Für diese wurde ein Grundstück im Zentrum von Schalke an der Hauptverkehrsader Kaiserstraße (heute Kurt-Schumacher-Straße) erworben werden. 1891 wurde die Pfarrei errichtet und unter das Patronat des heiligen Josef gestellt. Am Allerheiligentag 1894 wurde in der neuen Kirche die erste heilige Messe gefeiert. Die Kirchweihe vollzog der Paderborner Weihbischof Augustinus Gockel am 20. Juni 1896. In den folgenden Jahren erhielt die Kirche eine reiche Wand- und Gewölbeausmalung.
Nach dem Ersten Weltkrieg wurden mehrere neue Pfarreien aus dem Gebiet von St. Joseph ausgegliedert. Der Bombenangriff vom 6. November 1944 und der darauf folgende tagelange Stadtbrand vernichteten 90 % der Bebauung Schalkes. Auch von der St.-Josephs-Kirche blieben nur ausgebrannte Mauerreste übrig. Der Wiederaufbau begann 1951 und wurde am 2. August 1953 mit der Altarweihe durch Erzbischof Lorenz Kardinal Jaeger abgeschlossen. Seit 1958 gehört die Pfarrei St. Joseph zum neu gegründeten Ruhrbistum.
In den folgenden Jahrzehnten erfuhr die Kirche verschiedene Umgestaltungen. Die um 1960 entstandenen Buntglasfenster stammen größtenteils von Walter Klocke. 1970 wurde die heutige Breil-Orgel eingebaut. 1985 erhielt St. Joseph bei einer umfassenden Innenrenovierung das heutige Aussehen.
Ab 2007 war die St.-Josephs-Kirche Pfarrkirche der neu errichteten Großpfarrei St. Joseph, die auch Bismarck, Heßler, Feldmark und Schalke-Nord mit ihren Kirchen umfasste und 18.500 Gemeindemitglieder zählte.

2021 begann die kulturelle statt der nun nicht mehr regelmäßigen sakralen Nutzung des Kirchengebäudes. St. Joseph wurde im August St. Augustinus in der Innenstadt zugepfarrt.

## Bauwerk
St. Joseph ist eine neuromanische dreischiffige Backstein-Basilika mit zwei Türmen im Westen und Rundapsis im Osten. Das ursprüngliche Querhaus wurde nach der Kriegszerstörung nicht wieder errichtet, die sehr hohen Turmhelme wurden durch flachere ersetzt. Das Äußere ist reich mit Bogenfriesen und Lisenen gegliedert. In den Tympana der drei Portale befinden sich Mosaikdarstellungen des Guten Hirten, des Gotteslamms auf dem Buch mit den sieben Siegeln und der Eucharistie (Brot und Fisch, Kelch mit Hostie).
Der Innenraum entfaltet mit seinen klassischen Proportionen, dem Stützenwechsel und der Ausmalung seine Wirkung. Das Gewölbe wurde beim Wiederaufbau durch eine flache Holzdecke ersetzt.

## Aloisius-Fenster
Unter den Bildfenstern, die nach dem Wiederaufbau von Walter Klocke gestaltet wurden, stellt das Aloisius-Fenster von 1959/1960 eine Kuriosität dar. Es zeigt den Heiligen, der als Patron der Jugend gilt, mit seinen traditionellen Attributen, außerdem aber mit blau-weißen Turnschuhen und einem blau-weißen Fußball – Anspielung auf den FC Schalke 04, seinerzeit zentraler Identifikationsfaktor des Stadtteils und 1958 deutscher Fußballmeister.

## Orgel
Die heutige Orgel ist das dritte Instrument in der St.-Josephs-Kirche. Es wurde 1970 von dem Orgelbauer Franz Breil (Dorsten) erbaut. Die Orgel hat 42 Register auf drei Manualen und Pedal. Die Spieltrakturen sind mechanisch, die Registertrakturen elektrisch.
| I Rückpositiv C–g3 |       |
| Gedackt            | 8′    |
| Prinzipal          | 4′    |
| Koppelflöte        | 4′    |
| Gemshorn           | 2′    |
| Quinte             | 1 ⁄3′ |
| Sesquialtera II    | 2 ⁄3′ |
| Scharff V          | 1′    |
| Krummhorn          | 8′    |
| Tremulant          |       |

| II Hauptwerk C–g3 |     |
| Gedackt           | 16′ |
| Prinzipal         | 08′ |
| Gedackt           | 08′ |
| Oktave            | 04′ |
| Spitzflöte        | 04′ |
| Oktave            | 02′ |
| Nachthorn         | 02′ |
| Mixtur V          |     |
| Zimbel III        |     |
| Trompete          | 16′ |
| Trompete          | 08′ |

| III Schwellwerk C–g3 |        |
| Holzflöte            | 08′    |
| Dulzflöte            | 08′    |
| Prinzipal            | 04′    |
| Rohrflöte            | 04′    |
| Nasat                | 2 ⁄3′  |
| Prinzipal            | 02′    |
| Terz                 | 1 3⁄5′ |
| Sifflöte             | 01′    |
| Mixtur IV            |        |
| Terzzimbel III       |        |
| Fagott               | 16′    |
| Schalmey             | 08′    |
| Hautbois             | 04′    |
| Tremulant            |        |

| Pedal C–g1      |     |
| Prinzipalbass   | 16′ |
| Subbass         | 16′ |
| Oktavbass       | 08′ |
| Gedacktbass     | 08′ |
| Choralbass      | 04′ |
| Rauschquinte II |     |
| Hintersatz V    |     |
| Posaune         | 16′ |
| Trompete        | 08′ |
| Clarine         | 04′ |

- Koppeln: II/I, III/I, III/II, I/P, II/P, III/P
- Spielhilfen: drei freie Kombinationen, eine freie Pedalkombinationen, Absteller

## Glocken
Die Glockengießerei Otto lieferte für die Josephs-Kirche auf Schalke in den Jahren 1894, 1923 und 1929 insgesamt zehn Bronzeglocken mit einem Gesamtgewicht von 11.750 kg. Bis auf die kleine Wandlungsglocke von 1929 (c′′, 340 mm, 34 kg), die heute als Friedhofsglocke Verwendung findet, wurden allen anderen Glocken Opfer der Glockenbeschlagnahmen der beiden Weltkriege. Heute hängen im Turm von St. Joseph fünf Euphon-Glocken von Karl Czudnochowski aus dem Jahr 1953. Sie wurden anstelle von neuen Bronzeglocken bestellt, damit sie in einem neuen Krieg nicht wieder beschlagnahmt und eingeschmolzen würden.